# نمونه‌گیری پیاپی
در طراحی آزمایش‌ها، نمونه‌گیری پیاپی (به انگلیسی: Consecutive sampling) که به آن نمونه‌گیری شمارشی کل (total enumerative sampling) نیز گفته می‌شود یک تکنیک نمونه‌گیری است که در آن هر موضوعی که معیارهای ورود را داشته باشد تا رسیدن به حجم نمونه مورد نیاز انتخاب می‌شود. در کنار نمونه‌گیری آسان و نمونه‌برداری گلوله‌برفی، نمونه‌گیری پیاپی یکی از رایج‌ترین انواع نمونه‌گیری غیراحتمالی است. نمونه‌گیری پیاپی معمولاً بهتر از نمونه‌گیری آسان در کنترل سوگیری نمونه‌گیری است. با این حال، در مواردی که مقدار مورد علاقه دارای روندهای زمانی یا فصلی باشد، باید در نمونه‌گیری پیاپی دقت شود. سوگیری همچنین می‌تواند در نمونه‌برداری پیاپی زمانی رخ دهد که نمونه‌های پیاپی شباهت مشترکی داشته باشند، مانند خانه‌های پیاپی در یک خیابان.